# Lijst van gebergten
Hieronder volgt een lijst van gebergten. Sommige maken deel uit van een groter geheel, of zijn - zoals de Alpen - onderverdeeld in subgebergten.

## Europa
- Alpilles, Tour des Opies 498 meter hoog
- Alpen, Mont Blanc 4810 meter hoog
  - Allgäuer Alpen, Großer Krottenkopf 2657 meter hoog
  - Berchtesgadener Alpen, Hochkönig 2941 meter hoog
  - Bergamasker Alpen, Pizzo di Coca 3052 meter hoog
  - Berninamassief, Piz Bernina 4049 meter hoog
  - Dolomieten, Marmolada 3342 meter hoog
  - Hohe Tauern, Großglockner 3798 meter hoog
  - Hoher Dachstein
  - Julische Alpen, Triglav 2864 meter hoog
  - Karnische Alpen, Monte Coglians 2780 meter hoog
  - Kitzbüheler Alpen, Kreuzjoch 2559 meter hoog
  - Lage Tauern, Hochgolling 2862 meter hoog
  - Lechtaler Alpen
  - Ligurische Alpen, Punta Marguareis 2650 meter hoog
  - Ötztaler Alpen, Wildspitze 3772 meter hoog
  - Rätische Alpen, Piz Bernina 4049 meter hoog
  - Stubaier Alpen, Zuckerhütl 3507 meter hoog
  - Tuxer Alpen, Lizumer Reckner 2886 meter hoog
  - Verwallgroep, Hoher Riffler 3168 meter hoog
  - Zee-Alpen, Monte Argentera 3297 meter hoog
  - Zillertaler Alpen, Hochfeiler 3510 meter hoog
- Apennijnen, Italië
- Ardennen, België, Frankrijk, Luxemburg
- Balkan, Bulgarije, Servië en Montenegro (vroeger Joegoslavië), Noord-Macedonië, Albanië, Griekenland
- Cairngorms Schotland
- Cantabrisch Gebergte, Spanje
  - Picos de Europa, Torre de Cerredo 2648 meter hoog
- Castiliaans Scheidingsgebergte, Spanje, Portugal
- Centraal Massief, Frankrijk
  - Cevennen
  - Chaîne des Puys
  - Monts Dore
  - Monts du Cantal
- Dentelles de Montmirail, Frankrijk
- Dinarische Alpen, Kroatië, Bosnië en Herzegovina, Montenegro, Albanië
- Eifel, Duitsland, België (Oostkantons)
- Ertsgebergte, Duitsland, Tsjechië
- Harz, Duitsland
- Idagebergte, Kreta
- Jura, Frankrijk, Zwitserland
- Kareliden, Finland
- Karpaten, Polen, Tsjechië, Slowakije, Oekraïne, Roemenië
  - Beskiden
  - Bieszczady
  - Oostelijke Karpaten
  - Tatra
  - Zevenburgse Alpen
- Grote Kaukasus, Rusland, Georgië, Azerbeidzjan (deels in Azië)
- Krimgebergte, Oekraïne
- Morvan, Frankrijk
- Oeral, Rusland (natuurlijke grens tussen Europa en Azië)
- Penninisch Gebergte, Engeland
- Pindosgebergte, Griekenland
- Pirin, Bulgarije
- Pyreneeën, Frankrijk, Spanje, Andorra
- Reuzengebergte, Duitsland, Polen, Tsjechië
- Rilagebergte, Bulgarije
- Rodopegebergte, Bulgarije
- Scandinavisch Hoogland, Noorwegen, Zweden
- Schotse Hooglanden, Schotland
- Sierra Morena, Spanje
- Sierra Nevada, Spanje
- Snowdon Mountains, Wales
- Sudeten, Duitsland, Polen, Tsjechië
- Vogezen, Frankrijk
- Zwarte Woud, Duitsland

## Azië
- Abakangebergte
- Alborz
- Altajgebergte
- Anadyrgebergte
- Anjoejgebergte
- Arakangebergte
- Aravalligebergte
- Argoengebergte
- Asïr
- Baikalgebergte
- Byrrangagebergte
- Centraal Gebergte
- Changagebergte
- Dzjoegdzjoergebergte
- Elboers
- Grote Sjingan
- Himalaya, Mount Everest 8849m hoog
- Hindoekoesj
- Hoogland van Ojmjakon
- Ibangebergte
- Jablonovygebergte
- Karakoram
- Kaukasus (deels in Europa)
- Koeznetskse Alataoe
- Kolymagebergte
- Kopet-Dag
- Korjakengebergte
- Kunlungebergte
- Maokegebergte
- Momagebergte
- Oostelijk Gebergte
- Oost-Ghats
- Pamir
- Poetoranagebergte
- Pontisch Gebergte
- Sajan
- Salairrug
- Qin Ling
- Sichote-Alin
- Sierra Madre
- Stanovojgebergte
- Sulajmangebergte
- Taurus
- Tiensjan
- Tsjerskigebergte
- Verchojanskgebergte
- Vindhyagebergte
- West-Ghats
- Zagrosgebergte

## Afrika
- Ahaggar
- Ahmargebergte
- Al Mado
- Amarogebergte
- Amatola gebergte
- Atlantikagebergte
- Atlas
- Bakossigebergte
- Bvumba
- Cederbergen
- Drakensbergen
- Eastern Arc Mountains
- Entotogebergte
- Erta Ale Range
- Golisgebergte
- Kilimanjaro en Mount Meru
- Kipengere Range
- Lebombobergen
- Magaliesberg
- Mahalegebergte
- Mandaragebergte
- Mount Cameroon
- Mount Nimba
- Mount Kenya
- Ogogebergte
- Oostelijke Hooglanden
- Outeniquabergen
- Parebergen
- Piton des Neiges en Piton de la Fournaise
- Rifgebergte
- Rwenzorigebergte
- Simiengebergte, Ras Dashen 4550 meter
- Swartberge
- Tibestigebergte
- Udzungwagebergte
- Ulugurugebergte
- Urgomagebergte
- Usambaragebergte
- Virungagebergte

## Noord-Amerika
- Appalachen
- Laurentiden
- Sierra Nevada
- Sierra Madre van Chiapas
- Oostelijke Sierra Madre
- Westelijke Sierra Madre
- Zuidelijke Sierra Madre
- Rocky Mountains
- Stauningalpen

## Zuid-Amerika

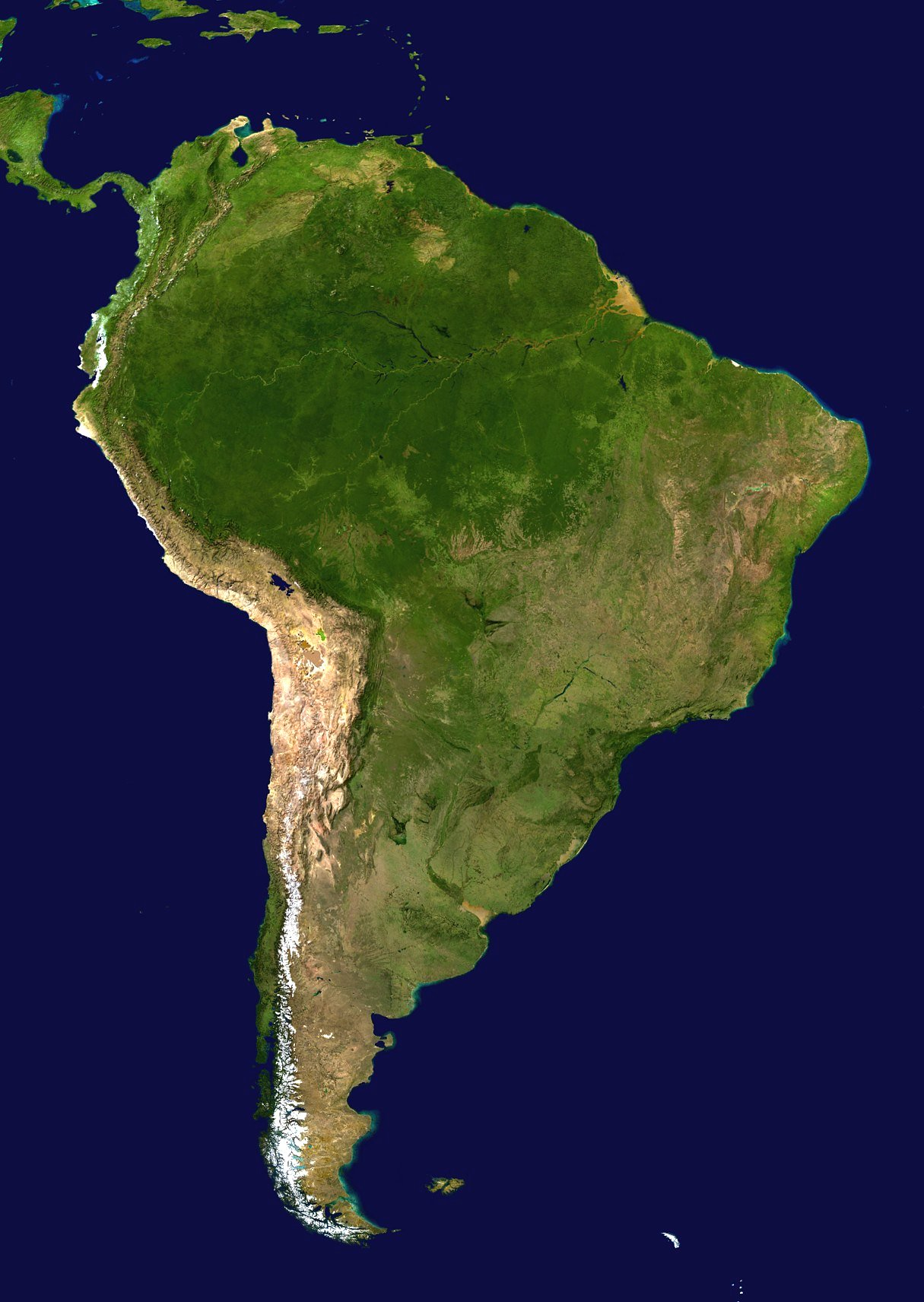

- Andes
- Borboremaplateau
- Chapada
- Chapada dos Mangabeiras
- Chapada do Araripe
- Chapada dos Guimarães
- Cordón Baquedano
- Espinhaçogebergte
- Hoogland van Brazilië
- Hoogland van Guyana
- Kristalgebergte
- Mantiqueira
- Serra de Ibiapaba
- Serra do Mar
- Serra do Rio do Rastro
- Serra do Tiracambu
- Serra dos Aimorés
- Serra dos Órgãos
- Serra Gaúcha
- Serra Geral
- Serranía de Macuira
- Serranía de la Macarena
- Serranía del Baudó
- Serranías Chiquitanas
- Sierra de la Ventana
- Sierra Nevada de Santa Marta
- Sierras de Córdoba
- Ybytyruzú

## Australië en Nieuw-Zeeland
- Blue Mountains
- Flinders Ranges
- Gammongebergte
- Gawlergebergte
- Grampians
- Groot Australisch Scheidingsgebergte
- Hamersleygebergte
- MacDonnellgebergte
- Mount Lofty-gebergte
- Nieuw-Zeelandse Alpen
- Stirlinggebergte
- Wunaamin-Miliwundi-gebergte

## Antarctica
- Transantarctisch Gebergte